# Одеська бактеріологічна станція
Одеська бактеріологічна станція — спеціалізований медичний санітарно-профілактичний заклад, який спочатку здійснював боротьбу зі сказом. Перша в Російській імперії та друга у світі пастерівська станція. Розташовувалася в Одесі.
Пастерівські станції виникли після відкриття Луї Пастером у 1885 року методу попередження захворювання на сказ за допомогою антирабічної вакцини, яка готувалася ним і його співробітниками з мозку тварин, заражених ослабленим фіксованим вірусом.
В Одесі лікарський інспектор доктор Маровський Л. А. виступив із пропозицією до Міської думи про заснування бактеріологічної станції з метою вироблення засобів захисту від різноманітних епідемій. Виникла ідея послати до Парижа для вивчення пастерівського методу когось із членів Одеського Товариства лікарів. Бессарабський поміщик Михайло Васильович Строеско анонімно пожертвував 1000 рублів (після смерті його ім'я все ж таки оприлюднили). За рекомендацією Іллі Ілліча Мечникова було обрано молодого лікаря Миколу Федоровича Гамалію.
Пастер деякий час не давав дозволу на влаштування щеплювальних станцій поза Парижем, тому що припускав, що через тривалий інкубаційний період хвороби і наявну в нього неточну статистику поширеності хвороби, одного централізованого закладу вистачить для вакцинації хворих у всій Європі і навіть у світі. Але поширеність хвороби та кількість заражених стала однією з причин рішення Пастера для відкриття щеплювальних антирабічних станцій, пунктів та інститутів в інших країнах. Пастер передав потрібний матеріал для виготовлення вакцин до Одеси. 12 червня 1886 року у квартирі Миколи Федоровича Гамалії на Канатній вулиці, 14, відкрилася друга у світі і перша в Російській Імперії бактеріологічна станція, були щеплені перші 12 осіб. Керівником був призначений Ілля Ілліч Мечников, йому активно допомагав Яків Юлійович Бардах.
Пізніше Мечников знайшов для станції найбільш підходящий двоповерховий особняк на Гульовій вулиці (нині вулиця Кіри Муратової, 4). Тут у розпорядженні вчених було тринадцять кімнат. На станції, окрім щеплень та наукових досліджень, були організовані і курси для лікарів, наприклад, відомі «холерні курси» Мечникова, курси з медичної мікробіології. На курсах вивчали також методи досліджень при інфекційних хворобах, з якими доводилося зустрічатися лікарям: холери, черевного тифу, сапу, сибірки, туберкульозу, лепри та сифілісу. Мечников читав лекції, присвячені бактеріологічному дослідженню води, повітря та ґрунту. Потім він почав читати лекції про бактерії для вільнопрактикуючих лікарів. Було навчено 50 лікарів із різних міст Російської імперії. У 1888 році Мечников, на запрошення Луї Пастера, їде працювати в новозбудований Пастерівський інститут. У цьому ж році бактеріологічна станція переїхала до будівлі Ремісничого училища на Ямській (нині вулиця Новосельського, 82). Орендна плата становила півтори тисячі карбованців на рік . Стало зрозуміло, що для продовження нормальної роботи бактеріологічної станції потрібне власне приміщення. У 1894—1895 роках коштом Григорія Григоровича Маразлі, міського голови Одеси, на розі Херсонської та Старопортофранківської вулиць (нині — вулиця Пастера, 2) за планом архітектора Дмитренка було споруджено будинок для бактеріологічної станції.
Із 1892 станцію очолював Петро Миколайович Діатроптов (1858—1934), учень Іллі Мечникова. Однією з найвідоміших робіт бактеріологічної станції у роки стало відстеження стану води в одеському водопроводі. На водопровідній станції «Дністер» у 1901 році була організована постійно діюча бактеріологічна лабораторія, що дозволила систематично вивчати бактеріальну флору річки та проводити щоденний контроль роботи очисних фільтрів, досліджувати міські стічні води та проводити їх знешкодження на перших у Росії одеських полях зрошення. Активну роль у цьому відігравав майбутній академік Данило Кирилович Заболотний.
У 1923 станція стала іменуватися «Бактеріологічним і фізіологічним інститутом професора Гамалії». Нині функція антирабічної вакцинації перейшла численним міським стаціонарам. Науковими питаннями став займатись Одеський науково-дослідний інститут вірусології та епідеміології ім. І. І. Мечникова (нині — Одеський протичумний інститут імені І. І. Мечникова). А в будівлі колишньої одеської бактеріологічної станції на вулиці Пастера, 2 зараз розташовується кафедра іноземних мов одеського національного медичного університету.

## Галерея
|  |  |  |  |